# موطئ الدرجة

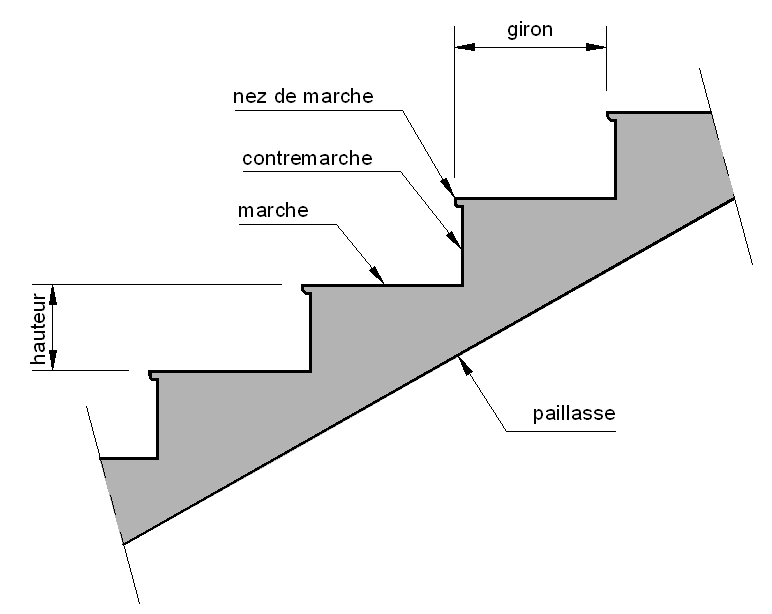
مَدَاس الدَّرَجَة تُشير إليه كلمة marche الفرنسية

موطِئ الدَّرَجَة أو مَدَاس الدَّرَجَة أو نائمة الدرجة هو الجزء الأفقي من الدرَج التي يُمشَى عليها. قد تكون من الخشب أو المعدن أو اللدائن أو من مواد أخرى، وقد تكون في مغطاةً بالسجاد في مباني السكن. وقد تُصنَعُ بطريقة تمنعُ انزلاقَ الماشي، وذلك خاصة في المواقع التجارية أو الصناعية .